# Życie jest cudem
Życie jest cudem (serb. Život je čudo / Живот је чудо) – serbski komediodramat z 2004 roku w reżyserii Emira Kusturicy. Jest to kolejny z filmów Kusturicy (po m.in. Underground z 1995) traktujący o tematyce konfliktu bałkańskiego. Film nominowany był w 2004 do Złotej Palmy na 57. Międzynarodowym Festiwalu Filmowym w Cannes.

## Fabuła
Głównym bohaterem filmu jest serbski architekt z Belgradu o imieniu Luka, który próbuje skończyć projekt swojego życia: turystyczne połączenie kolejowe pomiędzy bośniackim miasteczkiem a Serbią. Jednak wkrótce wybucha wojna. Pilnując torów, Luka staje się świadkiem szaleństwa, które ogarnia Bałkany. Wydarzenia splatają się z jego życiem prywatnym: jego syn Milosz wyrusza na wojnę, zaś jego żona - śpiewaczka operowa Jadranka, ucieka z muzykiem. Luka zostaje sam ze swoimi psami i kotami. Pośród wojennej zawieruchy, w przedziwnych okolicznościach, bohater spotyka miłość swojego życia - młodą Bośniaczkę o imieniu Sabaha, która odmieni jego życie. Jest ona jego zakładniczką, którą Luka chce wymienić za syna, który trafił do niewoli.

## Obsada
- Slavko Štimac jako Luka
- Natasa Solak jako Sabaha
- Vesna Trivalić jako Jadranka
- Vuk Kostic jako Milos
- Aleksandar Bercek jako Velja
- Stribor Kusturica jako kapitan Aleksic